# Distretto di Altanbulag (Sėlėngė)
Il distretto di Altanbulag è uno dei sedici distretti (sum) in cui è suddivisa la provincia del Sėlėngė, in Mongolia. Conta una popolazione di 4.545 abitanti (censimento 2008).